# Eberhard Wambolt von Umstadt
Eberhard Wambolt von Umstadt (* 16. Mai 1546 in Weinheim (?); † 11. Januar 1609 in Wien) war ein Mitglied des alten rheinisch-hessischen Adelsgeschlechts Wambolt von Umstadt und der Vater von Anselm Casimir Wambolt von Umstadt.

Wappen der Wambolt von Umstadt

## Leben
Er wurde als Sohn von Wolf Wambolt von Umbstadt auf Weinheim, kurpfälzischer Geheimer Rat, Hofmann und Amtmann zu Meisenheim 1546 geboren.
Eberhard Wambolt war von 1573 bis 1587 Beisitzer am Reichskammergericht in Speyer, ab 1578 kurpfälzischer Rat unter Pfalzgraf Ludwig VI. und, nach Vermittlung Bischofs Eberhard von Dienheim im Auftrag Rudolf II., ab dem 4. Juli 1588 Reichshofrat. Für den Überzug nach Wien wurden ihm 300 Taler zugeteilt. Die Besoldung als adliger Reichshofrat betrug 1000 Gulden.
Er trat 1581 vom Calvinismus zum katholischen Glauben über. In erster Ehe war er mit Anna von Reiffenberg seit 1577 verheiratet, ab 1586 in zweiter Ehe mit Anna Amalie von Hattenstein.
Auch unter dem Kurfürsten Friedrich IV. von der Pfalz und seinem Vormund Johann Casimir hielt sich Eberhard zuweilen am Heidelberger Hof auf.
In der Evangelischen Kirche von Groß-Umstadt findet sich in der Südwand des Chors ein Grabdenkmal seines Großvaters, der ebenfalls den Namen Eberhard Wambolt von Umstadt trägt.